# Wasilij Paniuszkin
Wasilij Łukicz Paniuszkin (ros. Васи́лий Луки́ч Па́нюшкин, ur. 1888 we wsi Koczety w guberni tulskiej, zm. 1960 w Moskwie) – rosyjski rewolucjonista, uczestnik wojny domowej w Rosji.
Od 1907 członek SDPRR, bolszewik, od 1909 służył w rosyjskiej flocie. Aresztowany, 1914 skazany na karę śmierci, 1916 zbiegł, od 1917 redaktor gazety „Kriestjanskaja prawda”, członek Rady Kronsztadzkiej i Rady Piotrogrodzkiej. Od 26 października 1917 przewodniczący Pskowskiego Komitetu Wojskowo-Rewolucyjnego, później członek trójki kontrolnej Frontu Północnego, dowódca 1 Socjalistycznego Oddziału Robotniczo-Chłopskiego WCIK, od lutego 1918 członek Kolegium Czeki przy Radzie Komisarzy Ludowych RFSRR. Nadzwyczajny komisarz wojskowy guberni tulskiej, potem nadzwyczajny komisarz wojskowy Uralu i Powołża, 1919-1920 organizator odpowiedzialny i instruktor KC RKP(b), 1921 wystąpił z partii i założył Robotniczo-Chłopską Partię Socjalistyczną. 7 czerwca 1921 aresztowany, 10 sierpnia 1921 skazany na 2 lata ciężkich robót, 5 grudnia 1921 zwolniony. W 1922 przywrócono mu członkostwo w RKP(b), po czym pracował w Najwyższej Radzie Gospodarki Narodowej RFSRR, orłowskim gubernialnym komitecie WKP(b) i Przedstawicielstwie Handlowym ZSRR w Niemczech. Od 1931 pracownik gospodarki, 24 września 1937 aresztowany, 11 kwietnia 1940 skazany na 8 lat więzienia, 19 sierpnia 1944 karę zwiększono do 10 lat.
Odznaczony Orderem Czerwonego Sztandaru (28 września 1918; był drugim człowiekiem odznaczonym tym orderem).
Pochowany na Cmentarzu Nowodziewiczym w Moskwie.